# インターコース (ペンシルベニア州)

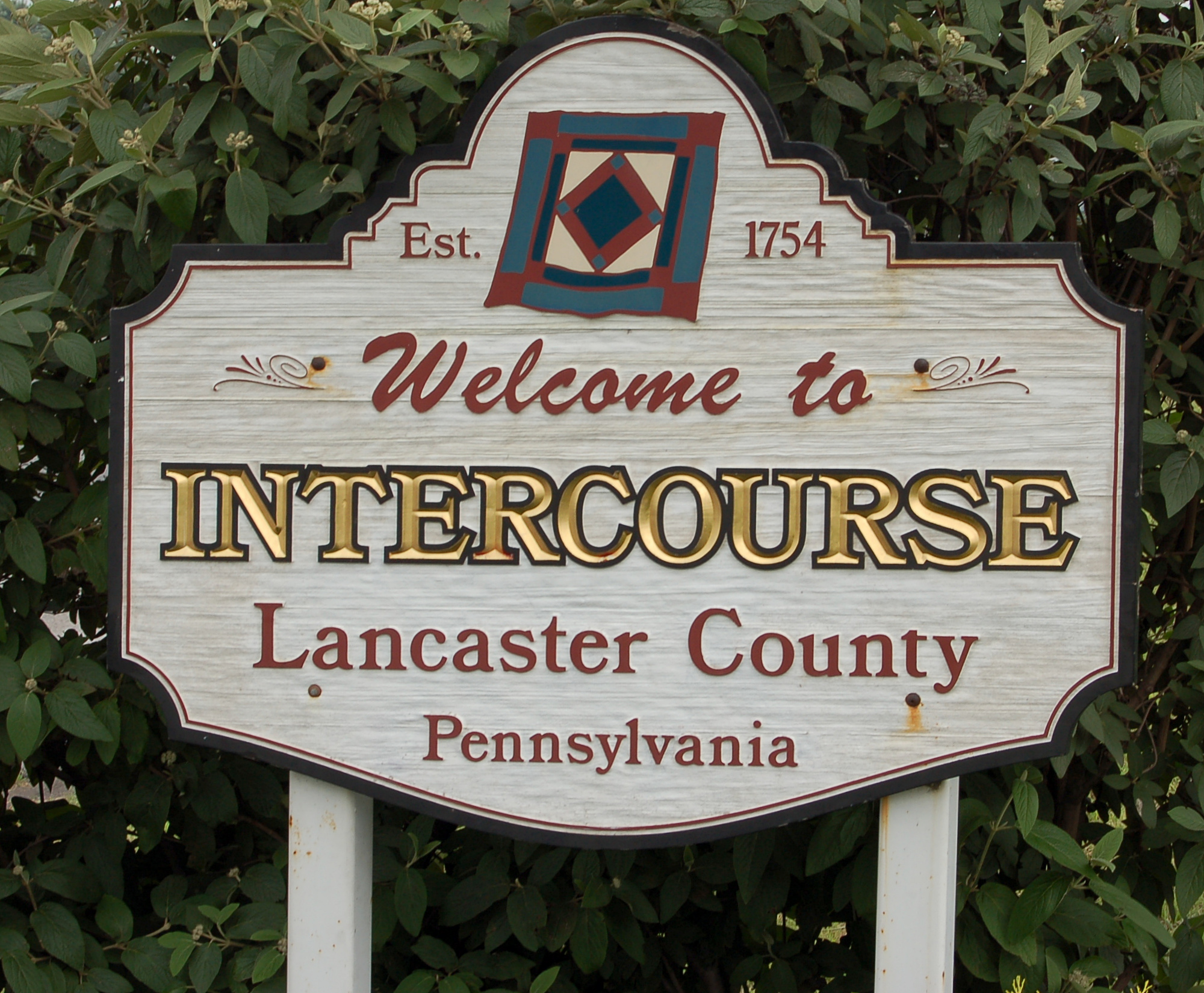
インターコースへの道路標識

インターコース（Intercourse）はアメリカ合衆国ペンシルベニア州南東部、ランカスター郡にあるCDPである。州都ハリスバーグからは南東へ約80km、フィラデルフィアからは西へ約100kmほどで、どちらからも車で1時間から1時間半ほどである。
近隣のパラダイスと共に、その一風変わった村の名前のために観光客には人気のある場所である。村の名前である英語のintercourseには性交という意味があり、そのジョーク的な物珍しさから、村への道路標識を盗む人が多くいる。
村名のほかにも、インターコースはアーミッシュの住む村として知られている。

## 歴史
村の歴史は古く、1754年にさかのぼることができる。もとの村名は地元のバーの名前をとってクロス・キーズ（Cross Keys）といった。村名がインターコースと改められたのは1814年のことである。このインターコースという村名の由来には2つの説がある。その1つは、村の東側の入り口に当たる場所にレース場があり、そのことから村についたエンターコース（Entercourse）という名が訛ってインターコースになったという説である。もう1つは、村で2本の道が交わることから「交差点」を意味するインターコースという名がついたという説である。当村はフィラデルフィアとピッツバーグを結ぶオールド・キングス・ハイウェイ（Old King's Highway）と、ウィルミントンとエリーを結ぶ道とが交わる交通の要衝であった。

## 村落概観と産業
インターコースは北緯40度2分15秒 西経76度6分19秒 / 北緯40.03750度 西経76.10528度に位置している。村はかつてのオールド・キングス・ハイウェイで、現在ペンシルベニア州道340号線となっているオールド・フィラデルフィア・パイク（Old Philadelphia Pike）と州道772号線との交差点を中心に広がる。村の中心部は東西約800m、南北約1,200mの範囲内に収まっている。周辺にはアーミッシュの農地が広がっている。
村の主産業は観光である。村名の珍しさに加え、大都市フィラデルフィアから約100kmという近さにもかかわらず都市化が進んでおらず、歴史的な建物や田園風景が残されていることから観光客に人気がある。村内を観光馬車が走っている。また、村の土産物屋ではアーミッシュの工芸品が売られている。観光のほかには、村は農業で支えられている。